# Undercover (album)
Pour les articles homonymes, voir Undercover.
Albums de The Rolling Stones
Tattoo You
(1981) Dirty Work
(1986)
Albums subséquents des Rolling Stones
Still Life: American Concert 1981
(1982) Rewind (1971-1984)
(1984)
Singles
1. Undercover of the Night
Sortie : 1er novembre 1983
2. She Was Hot
Sortie : 23 janvier 1984
3. Too Much Blood
Sortie : 1984

Undercover est le dix-septième album studio des Rolling Stones. Il sortit le 7 novembre 1983 sur le label Rolling Stones Records et a été produit par Chris Kimsey et les The Glimmer Twins.

## Historique
Lors de la tournée européenne de 1982, des divergences artistiques sont apparues entre les deux leaders : tandis que Keith Richards veut revenir au blues rock, marque de fabrique du groupe, Mick Jagger veut poursuivre dans les voies explorées durant les albums précédents (disco, funk), aller plus loin dans l'avant-garde des nouveaux styles (new wave, post-disco, hip-hop...). Les sessions de l'album seront difficiles en raison des différends artistiques entre Mick Jagger et Keith Richards.
Avec les progrès récents dans la technologie de l'enregistrement, les Glimmer Twins (a.k.a. Mick Jagger et Keith Richards) demandent à Chris Kimsey, leur ingénieur du son depuis 1977, de les produire. Celui-ci est le premier producteur extérieur au groupe auxquels ils font appel depuis Jimmy Miller. Les enregistrements commencent aux studios Pathé-Marconi de Paris en novembre 1982. L'album est terminé à New York et aux Bahamas l'été suivant.
Les paroles de Undercover sont parmi les plus macabres de Jagger, notamment sur le tube Undercover of the Night, une rare chanson politique sur l'Amérique centrale. Sur Tie You Up (The Pain of Love) et Too Much Blood, Jagger tente d'intégrer les tendances contemporaines dans la musique de danse. Musicalement, Undercover semble balancer entre rock, reggae et new wave, reflétant la lutte pour le leadership entre Jagger et Richards à l'époque. Pretty Beat Up est en grande partie une composition de Ronnie Wood que Jagger et Richards auraient tous deux hésité à inclure dans l'album.

## Parution et réception
Undercover est sorti en novembre 1983, se classant troisième au Royaume-Uni et quatrième aux États-Unis. C'est cependant une déception relative, l'album ne se retrouve pas en tête de classement ni au Royaume-Uni ni aux États-Unis depuis 1969 et les singles ne rencontrent pas un grand succès.
Undercover est le quatrième album consécutif des Rolling Stones dont la pochette est réalisée par Peter Corriston (qui avait remporté un Grammy pour son travail sur Tattoo You), avec à l'origine du concept, une photographie et une illustration d'Hubert Kretzschmar. Sur l'édition vinyle originale, la pochette de l'album était recouverte de véritables autocollants détachables qui, une fois retirés, révélaient d'autres formes à motifs géométriques.
La réception critique de l'époque est mitigée. Kurt Loder du magazine Rolling Stone a attribué 4,5 étoiles à l'album, le qualifiant de "rock & roll sans excuses". D'un autre côté, Robert Christgau l'a qualifié de "tas de merde trouble, exagéré et incohérent" et l'a qualifié de "pire album studio" du groupe".
De nombreux fans en viennent à considérer Undercover comme l'un des plus faibles albums du groupe, une opinion partagée par Mick Jagger lui-même dans des interviews ultérieures. Alors que certains critiques avaient tendance à blâmer la production, une grande partie de l'album a été réalisée dans un style rock (She Was Hot, Too Tough, All The Way Down et It Must Be Hell), conduisant beaucoup à en blâmer le matériel incohérent. Certaines critiques ultérieures ont attribué l'éclectisme et la brutalité de l'album aux tensions internes entre Mick Jagger et Keith Richards.

## Liste des titres
Tous les titres sont signés par Jagger/Richards, sauf indication contraire.
Face 1
| No | Titre                         | Durée |
| -- | ----------------------------- | ----- |
| 1. | Undercover Of The Night       | 4:33  |
| 2. | She Was Hot                   | 4:40  |
| 3. | Tie You Up (The Pain Of Love) | 4:15  |
| 4. | Wanna Hold You                | 3:51  |
| 5. | Feel On Baby                  | 5:06  |

Face 2
| No  | Titre            | Auteur                        | Durée |
| --- | ---------------- | ----------------------------- | ----- |
| 6.  | Too Much Blood   |                               | 6:13  |
| 7.  | Pretty Beat Up   | Jagger, Richards, Ronnie Wood | 4:04  |
| 8.  | Too Tough        |                               | 3:51  |
| 9.  | All The Way Down |                               | 3:12  |
| 10. | It Must Be Hell  |                               | 5:04  |

## Personnel

### The Rolling Stones
- Mick Jagger : chant, chœurs, guitare électrique, harmonica
- Keith Richards : guitares, chœurs, chant sur Wanna Hold You, basse sur Pretty Beat Up
- Ronnie Wood : guitares, guitare slide, chœurs, basse sur Tie You Up et Wanna Hold You
- Bill Wyman : basse sauf sur Pretty Beat Up, Tie You Up et Wanna Hold You, percussion, piano sur Pretty Beat Up
- Charlie Watts : batterie

### Musiciens additionnels
- Chuck Leavell : claviers, orgue, piano
- Ian Stewart : piano sur She Was Hot et Pretty Beat Up, percussion
- David Sanborn : saxophone
- CHOPS : cuivres
- Robbie Shakespeare : basse
- Sly Dunbar : percussions
- Moustapha Taffa Cissé :  percussion
- Brahms Coundoul : percussion
- Martin Ditcham : percussion
- Jim Barber : guitare électrique sur Too Much Blood

### Équipe technique
- Chris Kimsey et The Glimmer Twins : production
- Bob Clearmountain : ingénieur du son et mixage

## Charts et certifications

### Album
Charts
| Pays             | Durée du classement | Meilleur classement | Date             |
| ---------------- | ------------------- | ------------------- | ---------------- |
| Allemagne        | 19 semaines         | 2e                  | 19 décembre 1983 |
| Australie        | 6 semaines          | 3e                  | 28 novembre 1983 |
| Autriche         | 8 semaines          | 8e                  | 15 décembre 1983 |
| Canada           | 24 semaines         | 2e                  | 17 décembre 1983 |
| États-Unis       | 23 semaines         | 4e                  | 10 décembre 1983 |
| France           | 25 semaines         | 11e                 | 17 décembre 1983 |
| Italie           | —                   | 10e                 | 1983             |
| Norvège          | 6 semaines          | 3e                  | 21 novembre 1983 |
| Nouvelle-Zélande | 10 semaines         | 2e                  | 4 décembre 1983  |
| Pays-Bas         | 20 semaines         | 1er                 | 26 novembre 1983 |
| Royaume-Uni      | 18 semaines         | 3e                  | 19 novembre 1983 |
| Suède            | 5 semaines          | 1er                 | 29 novembre 1983 |
| Suisse           | 10 semaines         | 5e                  | 4 décembre 1983  |

Certifications
| Pays             | Certification | Ventes      | Date             |
| ---------------- | ------------- | ----------- | ---------------- |
| Espagne          | Or            | 50 000 +    | 1983             |
| États-Unis       | Platine       | 1 000 000 + | 4 janvier 1984   |
| Nouvelle-Zélande | Platine       | 15 000 +    | 4 décembre 1983  |
| Royaume-Uni      | Or            | 100 000 +   | 10 novembre 1983 |

### Singles
Undercover of the Night
She Was Hot
| Chart                  | Durée du classement | Position | Date            |
| ---------------------- | ------------------- | -------- | --------------- |
| Hot 100                | 9 semaines          | 44e      | 3 mars 1984     |
| Mainstream Rock Tracks | 19 semaines         | 4e       | 4 février 1984  |
| Single Top 100         | 5 semaines          | 54e      | 26 mars 1984    |
| (V) Ultratop           | 4 semaines          | 20e      | 10 mars 1984    |
| Single Top 100         | 1 semaines          | 68e      | 19 février 1984 |
| RMNZ Singles Top40     | 5 semaines          | 46e      | 25 mars 1984    |
| Mega Top 50            | 4 semaines          | 18e      | 3 mars 1984     |
| UK Singles Chart       | 4 semaines          | 42e      | 25 février 1984 |

Too Tough
| Chart                  | Durée du classement | Position | Date             |
| ---------------------- | ------------------- | -------- | ---------------- |
| Mainstream Rock Tracks | 12 semaines         | 14e      | 26 novembre 1983 |

Too Much Blood
| Chart                  | Durée du classement | Position | Date             |
| ---------------------- | ------------------- | -------- | ---------------- |
| Mainstream Rock Tracks | 11 semaines         | 38e      | 17 décembre 1983 |